# Дсена, Вивиан
Вивиан Дсена (англ. Vivian Dsena; 28 июня 1988) — индийский актёр, работающий на телевидении на хинди. Его актёрский дебют состоялся в телесериале «Обещание». Дсена наиболее известен по роли вампира Абхая Райчанда в сверхъестественном драме «Тёмная история любви», Ришабха Кундры в романтическом фильме «Мадхубала — одна любовь, одна страсть» и Хармана Сингха в драме «Сила воли», завоевав несколько наград, в том числе Indian Telly Awards, Премию Индийской телевизионной академии и Gold Awards . Дсена также участвовала в реалити-шоу, таких как «Фактор страха: Хатрон Ке Хилади 7» и «Jhalak Dikhhla Jaa 8». В настоящее время он является участником индийского реалити-шоу Bigg Boss 18.

## Ранняя жизнь и семья
Дсена родился 28 июня 1988 года в Удджайне , штат Мадхья-Прадеш, Индия. Его мать — индуистка , а отец — христианин португальского происхождения. В одном из интервью он заявил, что его мать была спортсменкой, а отец — футболистом , что привело к его страсти к футболу с 10 лет. Он является поклонником футболиста Лионеля Месси.

## Личная жизнь

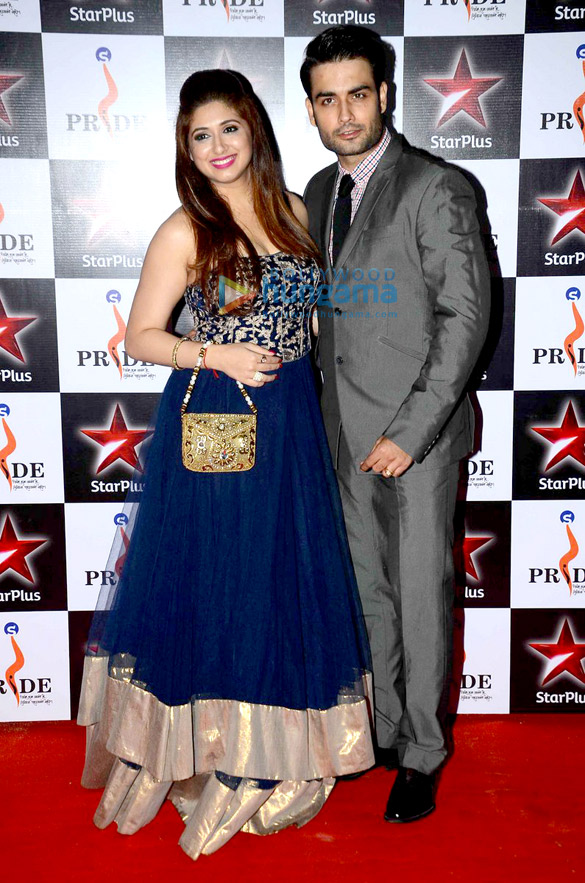
Дсена со своей бывшей женой Вахбиз Дорабджи в 2015 году

В 2013 году Дсена женился на своей коллеге по фильму Тёмная история любви Вахбизе Дорабджи, но в 2016 году пара подала на развод. В 2021 году развод официально состоялся. В 2022 году Дсена женился египетской журналистке Нуране Али. У них есть дочь. Дсена принял ислам в 2019 году и является практикующим мусульманином. До принятия ислама он был христианином.

## Фильмография

### Телевидение
| Год          | Название                              | Роль                          | Примечание | Ссылка        |
| ------------ | ------------------------------------- | ----------------------------- | ---------- | ------------- |
| 2008–09      | Обещание                              | Вики Джай Валия               |            |               |
| 2010         | Agnipareeksha Jeevan Ki – Gangaa      | Шивам                         |            |               |
| 2010–11      | Тёмная история любви                  | Абхай Райчанд                 |            | [ 16 ]        |
| 2011         | Тёмная история любви                  | Абхайендра Сингх              |            |               |
| 2012–14      | Мадхубала — одна любовь, одна страсть | Ришабх Кундра                 |            | [ 17 ] [ 18 ] |
| 2013–14      | Мадхубала — одна любовь, одна страсть | Кевал Рам Хушваха             |            |               |
| 2014         | Мадхубала — одна любовь, одна страсть | Раджа Хушваха                 |            |               |
| 2015         | Jhalak Dikhhla Jaa 8                  | Участник                      | 10-е место | [ 3 ] [ 19 ]  |
| 2016         | Фактор страха: Хатрон Ке Хилади 7     | Участник                      | 5-е место  | [ 20 ]        |
| 2016–19      | Сила воли                             | Харман Сингх                  |            | [ 21 ] [ 22 ] |
| 2021–22      | Только ты                             | Ранвир Оберой                 |            | [ 23 ]        |
| 2023         | Удаарияан                             | Доктор Сартадж Сингх Рандхава |            | [ 24 ]        |
| 2024–present | Bigg Boss 18                          | Участник                      |            | [ 25 ]        |

#### Специальные выступления
| Год  | Наименование                    | Роль          | Примечание |
| ---- | ------------------------------- | ------------- | ---------- |
| 2013 | Jhalak Dikhhla Jaa 6            | Сам           | Гость      |
| 2015 | Комедийные ночи с Капилом       | Сам           | Гость      |
| 2017 | Savitri Devi College & Hospital | Харман Сингх  | Гость      |
| 2018 | Полёт                           | Харман Сингх  | Гость      |
| 2018 | Tu Aashiqui Jashn-E-Ishq        | Харман Сингх  | Гость      |
| 2018 | Bigg Boss 12                    | Сам           | Гость      |
| 2021 | Вторая семья Симар 2            | Ранвир Оберой | Гость      |
| 2021 | Bigg Boss 15                    | Ранвир Оберой | Гость      |

## Награды и номинации
| Год  | Премия                           | Категория                                          | Фильм                                 | Результат | Ссылка |
| ---- | -------------------------------- | -------------------------------------------------- | ------------------------------------- | --------- | ------ |
| 2012 | Indian Television Academy Awards | GR8! Исполнитель года среди мужчин                 | Мадхубала — одна любовь, одна страсть | Победа    | [ 28 ] |
| 2013 | Indian Telly Awards              | Лучший актер в главной мужской роли                | Мадхубала — одна любовь, одна страсть | Номинация | [ 29 ] |
| 2013 | Indian Telly Awards              | Лучшая экранная пара (с Драшти Дхами)              | Мадхубала — одна любовь, одна страсть | Победа    | [ 29 ] |
| 2013 | Gold Awards                      | Лучший актер в главной роли (жюри)                 | Мадхубала — одна любовь, одна страсть | Победа    | [ 30 ] |
| 2013 | Gold Awards                      | Лучший актер в главной роли (зрители)              | Мадхубала — одна любовь, одна страсть | Номинация |        |
| 2013 | Indian Television Academy Awards | Лучший актёр по версии зрителей                    | Мадхубала — одна любовь, одна страсть | Номинация |        |
| 2014 | Asian Viewers Television Awards  | Мужская личность года                              | Мадхубала — одна любовь, одна страсть | Победа    | [ 31 ] |
| 2014 | Indian Telly Awards              | Лучшая экранная пара (с Драшти Дхами)              | Мадхубала — одна любовь, одна страсть | Номинация |        |
| 2017 | Indian Television Academy Awards | Лучший актёр (зрители)                             | Сила воли                             | Победа    | [ 32 ] |
| 2017 | Indian Television Academy Awards | Лучший актёр (жюри)                                | Сила воли                             | Номинация |        |
| 2018 | Gold Awards                      | Лучший актер (критики)                             | Сила воли                             | Победа    | [ 33 ] |
| 2018 | Gold Awards                      | Лучший актёр (зрители)                             | Сила воли                             | Номинация |        |
| 2018 | Gold Awards                      | Лучший джоди (с Рубиной Дилайк)                    | Сила воли                             | Номинация |        |
| 2018 | Indian Television Academy Awards | Лучший актёр (зрители)                             | Сила воли                             | Номинация |        |
| 2019 | Indian Telly Awards              | Лучший актер в главной мужской роли (зрители)      | Сила воли                             | Номинация |        |
| 2019 | Indian Telly Awards              | Лучший джоди по версии зрителей (с Рубиной Дилайк) | Сила воли                             | Номинация |        |
| 2019 | Gold Awards                      | Лучший актёр (зрители)                             | Сила воли                             | Номинация |        |